# Lee Jumi
Lee Jumi (24 april 1989) is een Zuid-Koreaanse baan- en wegwielrenster. Lee nam deel aan de Aziatische Spelen van 2014, 2018 en 2022. In 2018 won ze de achtervolging en de ploegenachtervolging. Vier jaar eerder behaalde ze een tweede plaats op de ploegenachtervolging.

## Palmares

### Wegwielrennen
2015
 Zuid-Koreaans kampioenschap tijdrijden
2016
 Aziatisch kampioenschap tijdrijden
 Zuid-Koreaans kampioenschap tijdrijden
 Zuid-Koreaans kampioenschap op de weg
2017
 Aziatisch kampioenschap tijdrijden
 Zuid-Koreaans kampioenschap tijdrijden
2018
 Aziatisch kampioenschap tijdrijden
2019
 Aziatisch kampioenschap ploegentijdrit
 Aziatisch kampioenschap tijdrijden
 Zuid-Koreaans kampioenschap tijdrijden
 Zuid-Koreaans kampioenschap op de weg
2020
 Zuid-Koreaans kampioenschap tijdrijden
2023
 Zuid-Koreaans kampioenschap tijdrijden
2024
 Zuid-Koreaans kampioenschap op de weg

### Baanwielrennen
| Jaar      | KK        | AK                                                                                              | WK                                                                     | Overige                                                   |           |
| Als elite | Als elite | Als elite                                                                                       | Als elite                                                              | Als elite                                                 | Als elite |
| --------- | --------- | ----------------------------------------------------------------------------------------------- | ---------------------------------------------------------------------- | --------------------------------------------------------- | --------- |
| 2010      |           |                                                                                                 |                                                                        | Aziatische Spelen: 6e puntenkoers                         |           |
| 2011      |           | achtervolging                                                                                   |                                                                        |                                                           |           |
| 2012      |           |                                                                                                 |                                                                        |                                                           |           |
| 2013      |           |                                                                                                 |                                                                        |                                                           |           |
| 2014      |           |                                                                                                 |                                                                        | Aziatische Spelen: · ploegenachtervolging                 |           |
| 2015      |           | achtervolging · ploegenachtervolging                                                            |                                                                        |                                                           |           |
| 2016      |           |                                                                                                 |                                                                        |                                                           |           |
| 2017      |           | achtervolging · ploegenachtervolging                                                            |                                                                        |                                                           |           |
| 2018      |           | achtervolging · ploegenachtervolging                                                            |                                                                        | Aziatische Spelen: · achtervolging · ploegenachtervolging |           |
| 2019      |           | Januari · achtervolging · ploegenachtervolging · Oktober · achtervolging · ploegenachtervolging | 14e ploegenachtervolging 17e achtervolging                             | WB Hongkong: · ploegenachtervolging                       |           |
| 2020      |           |                                                                                                 |                                                                        |                                                           |           |
| 2021      |           |                                                                                                 |                                                                        |                                                           |           |
| 2022      |           | achtervolging · ploegenachtervolging                                                            |                                                                        |                                                           |           |
| 2023      |           | achtervolging · koppelkoers · ploegenachtervolging                                              | Aziatische Spelen: · koppelkoers · 4e ploegenachtervolging · 5e omnium |                                                           |           |